# Haifeng Nongchang (bondby i Kina, Jiangsu Sheng, lat 33,33, long 120,57)
Haifeng Nongchang är en bondby i Kina. Den ligger i provinsen Jiangsu, i den östra delen av landet, omkring 220 kilometer nordost om provinshuvudstaden Nanjing. Antalet invånare är 2 378. Befolkningen består av 980 kvinnor och 1 398 män. Barn under 15 år utgör 8,0 %, vuxna 15-64 år 87 %, och äldre över 65 år 3,0 %.
Runt Haifeng Nongchang är det tätbefolkat, med 369 invånare per kvadratkilometer. Närmaste större samhälle är Sanlong, 11,5 km nordväst om Haifeng Nongchang. Trakten runt Haifeng Nongchang består till största delen av jordbruksmark.
Genomsnittlig årsnederbörd är 1 047 millimeter. Den regnigaste månaden är juli, med i genomsnitt 229 mm nederbörd, och den torraste är januari, med 23 mm nederbörd.